# Los mitos hebreos
Los mitos hebreos (en inglés Hebrew Myths. The Book of Genesis) es un análisis académico de 1963 sobre los mitos contenidos en el Libro del Génesis (el relato bíblico de la creación). Sus autores son Robert Graves (ensayista británico, autor de Los mitos griegos) y Raphael Patai (1910-1996, antropólogo judío y estudioso de la Biblia).

## Contenido
Los mitos hebreos es un análisis académico de los mitos contenidos en el Libro del Génesis, el relato bíblico de la creación. En él sus autores analizan conjuntamente a la luz de la antropología y la mitología modernas sesenta y una narraciones sobre fuerzas cósmicas, divinidades, ángeles y demonios, gigantes y héroes del Génesis y de otras fuentes antiguas hebreas y arameas.